# Hans von Keler
Hans von Keler (* 12. November 1925 in Bielitz, heute Bielsko-Biała, Polen; † 22. September 2016 in Herrenberg) war ein evangelischer Theologe und Landesbischof der Evangelischen Landeskirche in Württemberg.

## Leben und Wirken
Von Keler besuchte die Schule in seiner schlesischen Heimat und wurde kurz vor Ende des Zweiten Weltkrieges zum Wehrdienst eingezogen. Er geriet kurzzeitig in Kriegsgefangenschaft und ging nach seiner Entlassung nach Stuttgart, weil dort ein Freund seines Bruders lebte. Ab 1946 studierte er Evangelische Theologie an der Eberhard-Karls-Universität Tübingen, wo er 1950 sein erstes theologisches Examen ablegte. Danach war er Vikar in Stuttgart und ab 1953 Pfarrer in Wildenstein (heute Gemeinde Fichtenau). 1957 wurde er Leiter der Landesstelle des Evangelischen Mädchenwerks in Württemberg. 1964 wurde von Keler Pfarrer in Neuenstein und 1969 übernahm er die Leitung der Evangelischen Diakonieschwesternschaft in Herrenberg.
1965 wurde von Keler in die 7. Landessynode der Evangelischen Landeskirche in Württemberg gewählt. Die Abgeordneten wählten ihn dort zum 2. Vizepräsidenten. Ferner war er ab 1967 Mitglied im Ständigen Ausschuss und ab 1969 im Landeskirchenausschuss. Nach dem Rücktritt von Präsident Oskar Klumpp am 17. Oktober 1968 wurde von Keler am 20. Januar 1969 zu dessen Nachfolger gewählt. Dieses Amt bekleidete er bis zum Ende der Legislaturperiode. Er gehörte auch der 8. Landessynode ab 1972 an, wo er Mitglied im Ständigen Ausschuss und im Landeskirchenausschuss war. Neuer Präsident der Landessynode wurde Hans Eißler. 1976 legte von Keler sein Mandat in der Synode nieder, weil er Prälat von Ulm wurde.
1979 kandidierte von Keler bei der Wahl zum Landesbischof der Evangelischen Landeskirche in Württemberg. Seine beiden Gegenkandidaten waren sein Nachfolger als Landesbischof Theo Sorg sowie Pfarrer Helmut Aichelin. Erst nach mehreren Wahlgängen wurde von Keler am 30. Juni 1979 gewählt und im November als Nachfolger von Helmut Claß in sein neues Amt als Landesbischof eingeführt. Fast zwei Jahre vor Ablauf seiner regulären Amtszeit kündigte von Keler im März 1987 sein Ausscheiden aus dem Amt des Landesbischofs für Frühjahr 1988 an. Er wollte die Neuwahl eines Bischofs nicht der 1989 neu zu wählenden Landessynode „zumuten“. Die Landessynode wählte daher bereits am 25. November 1987 Theo Sorg zu seinem Nachfolger.
Neben seinem Beruf als Pfarrer bzw. Landesbischof hatte von Keler auch mehrere Ehrenämter. So war er seit 1967 Mitglied der Synode der Evangelischen Kirche in Deutschland, wo er zeitweise dem Präsidium angehörte. Ferner war er seit 1976 Vorsitzender des Diakonischen Werkes der Evangelischen Landeskirche in Württemberg, seit 1979 Mitglied des Lutherischen Weltbundes, bei dessen Vollversammlung 1984 in Budapest von Keler die württembergische Landeskirche vertrat und 1988 bis 1996 Beauftragter der EKD für Aussiedler und Vertriebenenfragen.
Hans von Keler war verheiratet und hatte drei Kinder.

## Auszeichnungen
- Von Keler erhielt 1981 die Ehrendoktorwürde der evangelisch-theologischen Fakultät der Universität Tübingen.
- 1996 verlieh ihm Ministerpräsident Erwin Teufel die Verdienstmedaille des Landes Baden-Württemberg.

## Veröffentlichungen
- Württembergische Große Kirchenordnung 1559 (Vorwort zum unveränderten reprographischen Nachdruck der Erstausgabe, Tübingen 1559), Quell-Verlag, Stuttgart 1983, ISBN 978-3-7918-4098-7.
- Wehrdienst im vereinten Deutschland: Gedanken nach dem Golfkrieg, Idea, Wetzlar 1991.
- Aussiedler und Ausländer – eine Herausforderung für die Gemeinde Jesu, Idea, Wetzlar 1993.
- Die aktuelle Verantwortung unserer Kirche für Vertriebene und Aussiedler, WVB, Bamberg 1993, ISBN 978-3-92739234-2.